# Jubilee Records
Jubilee Records was een Amerikaans platenlabel gespecialiseerd in rhythm and blues en andere opkomende genres. Het platenlabel werd in 1946 opgericht in New York door Herb Abramson en Jerry Blaine. Jerry Blaine heeft later Abramson uit het platenlabel gekocht. Het platenlabel was de eerste in zijn soort dat de blanke markt bereikte met muziek van Afro-Amerikaanse vocalisten.
De grootste hit voor het platenlabel was "Crying In The Chapel" door The Orioles. In 1954 werd Josie Records opgericht een onderverdeling van Jubilee Records. Josie Records (1954-1971) bracht in totaal 271 singles uit. Het label bracht up-tempomuziek uit (rock-'n-roll) met hits als "Do you want to dance" door Bobby Freeman.
In 1970 werden zowel Jubilee als Josie Records overgenomen door Roulette Records.